# Johannes Johansen (Bürgermeister)

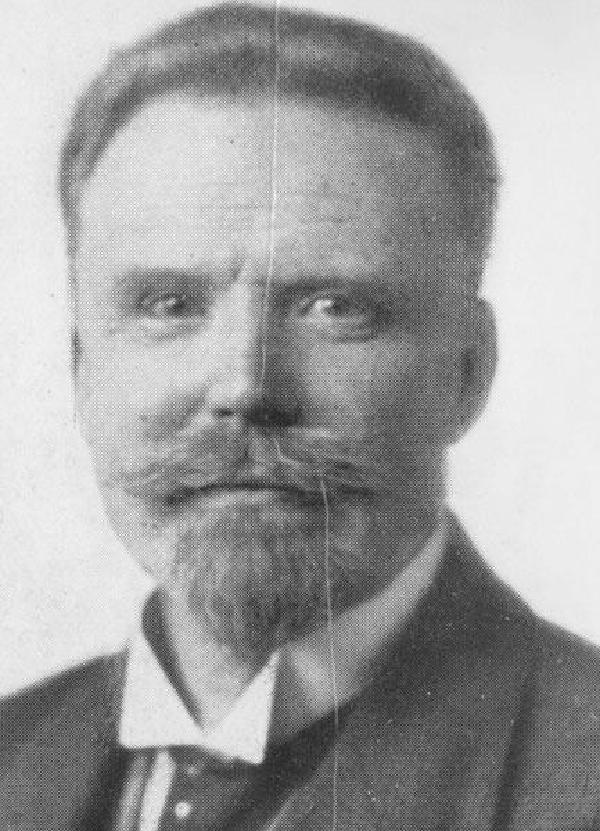
Porträt von Johannes Johansen

Johannes Johansen (* 25. September 1870 in Hanerau, Provinz Schleswig-Holstein; † 5. Oktober 1945 in Kaiserswerth) war von 1903 bis 1911 1. Bürgermeister von Minden und von 1911 bis 1930 Oberbürgermeister von Krefeld.

## Leben

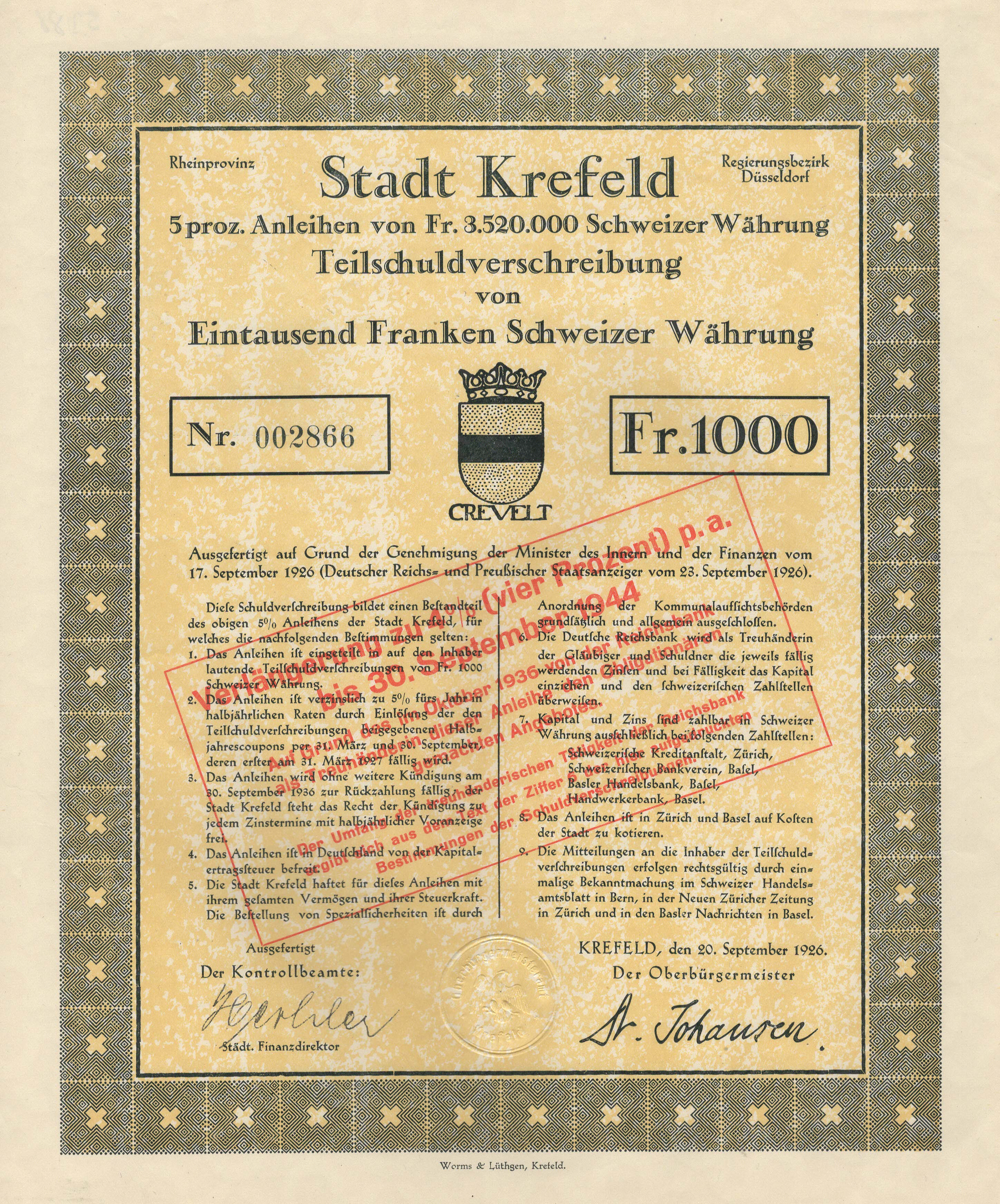
Anleihe über 1000 Franken der Stadt Krefeld vom 20. September 1926 mit Unterschrift von Oberbürgermeister Johansen

Johannes Johansen studierte Jura an der Albert-Ludwigs-Universität Freiburg, wo er sich 1889 dem Corps Rhenania Freiburg anschloss. Er trat nach dem Assessorexamen 1899 in den Kommunaldienst ein. Am 16. Juni 1899 wählten die Mindener Stadtverordneten Johannsen zunächst als 2. Bürgermeister, dann seit 1903 als 1. Bürgermeister der Stadt Minden. 1911 wurde er zum Oberbürgermeister der Stadt Krefeld gewählt und blieb bis 1930 in diesem Amt, ab 1929 kommissarisch. In seine Amtszeit fielen die Auseinandersetzungen um den Zusammenschluss der beiden Städte Krefeld und Uerdingen zur Stadt und Stadtkreis Krefeld-Uerdingen am Rhein im Jahr 1929, die er in langen und zähen Verhandlungen mit dem damaligen Bürgermeister Uerdingens Wilhelm Warsch ausficht. Johansen war federführend für die Begrünung der Stadt Krefeld verantwortlich. So sorgte er für den Bau von zahlreichen Parkanlagen und einen Grüngürten vom Haus Schönwasser (Schönwasserpark) bis zur Burg Linn und der Förderung und Entwicklung des Botanischer Garten Krefeld. Zum Ausscheiden aus dem Amt wurde ihm 1930 die Ehrenbürgerwürde von Krefeld verliehen. Von 1903 bis 1916 gehörte er dem Preußischen Herrenhaus an. Johansen übernahm am Ende des Zweiten Weltkriegs die Leitung der am 21. April 1945 gegründeten Krefelder Familienhilfe, des ersten Sozialwerks der Nachkriegszeit in Deutschland.
In Krefeld war Johannes Johansen bekannt als „de dubbelde Schäng“ wegen der Ähnlichkeit des Familien- und des Vornamens. Im Villengelände am Schönwasserpark ist nach ihm die „Johansenaue“ und im Stadtteil Traar der „Johansenweg“ benannt. In Minden wurde die „Johansenstraße“ nach ihm benannt.